# Padang (cheval)
Pour les articles homonymes, voir Padang (homonymie).
Le Padang est une race de poney originaire de l'île de Sumatra, en Indonésie. Présumé d'origine hollandaise, le Padang ressemble aux autres races de poney indonésiennes, de petite taille. Polyvalent, il est utilisé pour tous les travaux et pour le sport. 

## Histoire
La race semble avoir été développée au XVIIe siècle par les Hollandais, au Padang Mengabes, par croisement entre le Batak et des chevaux arabes. Il n'est pas certain qu'il s'agisse d'une race individualisée, car les sources divergent. En effet, certains ouvrages n'indiquent la présence que de deux races de poneys sur l'île de Sumatra, le Batak et le Gayo, plus lourd,.
L'ouvrage de recherche de Greg Bankoff et Sandra Swart n'indique pas l'existence d'une race de poney du nom de Padang, mais il signale que sur Sumatra, les chevaux étaient principalement élevés sur les plaines côtières aux alentours de Padang.

## Description
Il appartient au groupe des poneys d'Asie du Sud-Est, et parmi celui-ci, au groupe des poneys d'Indonésie. Sa morphologie montre l'influence du cheval arabe sur le cheptel d'origine, plus proche du cheval mongol. C'est un poney puissant, plus lourd que le Batak, malgré sa taille réduite. Il toise 1,27 m en moyenne. Sa tête est petite, son encolure courte et musclée. La poitrine est profonde, l'épaule inclinée. Les jambes sont fines et légères, mais solides. Toutes les robes sont possibles. Son caractère est considéré comme bon et amical, ce poney gentil et patient se montre résistant et allant une fois mis au travail.

## Utilisations
Il est très polyvalent et mis au travail aussi bien monté qu'attelé. Il sert indifféremment de poney de selle et de sport, ou bien de poney de travail agricole.

## Diffusion de l'élevage
La race est propre à l'Ouest de l'île de Sumatra.
L'effectif est réduit, seuls 1 000 poneys Padang ayant été comptabilisés pour la FAO en 2007. Le Padang n'est pas répertorié parmi les 16 races de chevaux d'Indonésie présentes dans la base de données DAD-IS de la FAO. Il ne figure pas non plus dans la quatrième dictionnaire de référence de CAB International, parmi les poneys d'Indonésie, mais il est présent dans la sixième.